# Маломиколаївка (село)
Маломикола́ївка — село в Україні, у Синельниківському районі Дніпропетровської області. Входить до складу Миколаївської сільської громади. Населення становить 330 осіб.

## Історія
12 червня 2020 року, відповідно до розпорядження Кабінету Міністрів України № 709-р від «Про визначення адміністративних центрів та затвердження територій територіальних громад Дніпропетровської області», увійшло до складу Миколаївської сільської громади.
19 липня 2020 року, в результаті адміністративно-територіальної реформи та ліквідації  Петропавлівського району, село увійшло до складу новоутвореного Синельниківського району.

## Географія
Село Маломиколаївка розташоване на правому березі річки Самара, у яку впадає річка Лозова. Вище за течією на відстані 2,5 км розташоване село Шевченка, нижче за течією на відстані 0,5 км розташоване село Новопричепилівка, на протилежному березі — селище Петропавлівка.

## Населення

### Мова
Розподіл населення за рідною мовою за даними перепису 2001 року:
| Мова       | Кількість | Відсоток |
| ---------- | --------- | -------- |
| українська | 310       | 93.94%   |
| російська  | 20        | 6.06%    |
| Усього     | 330       | 100%     |

## Історія
На південний захід від Маломиколаївки розташована археологічна пам'ятка — Смердючий майдан.
На мапах початку XIX століття називається Миколаївкою. За даними 1859 року Миколаївка була панським селом. 32 подвірь, 311 мешканців. На півдні сучасної Маломиколаївки у 19 сторіччі існувало панське поселення Братолюбівка. У 1859 році тут у 8 подвір'ях мешкало 26 осіб.
До 2017 року орган місцевого самоврядування — Петрівська сільська рада.
17 липня 2020 року, в результаті адміністративно-територіальної реформи та ліквідації Петропавлівського району, село увійшло до складу Синельниківського району.

## Цікаві факти
- Село здобуло перемогу у V Всеукраїнському конкурсі «Неймовірні села України 2020» та отримало головний приз — 100 тис. грн на реалізацію бізнес-проєкту «Герцевський shop», метою якого, є розвиток виробництва цукатів з овочів та фруктів. Село є гарбузовою столицею України, тут кожне домогосподарство займається їх вирощуванням, тому громада села вирішила, що можна з гарбузів робити класний, а головне — корисний продукт — цукати.[6].
- На Герцовій горі (102 м) розташований найбільший герб України та найбільша в країні підкова.
- У всьому ОТГ знають, що в цих краях найчистіше повітря та охайні вулички.
- Ведуться роботи з будівництва пляжу на Самарі. Річка є предметом гордощів місцевих жителів. А за річкою розташовані лимани, на яких оселилися дикі тварини та рідкісні птахи.[7].
- Село претендує на звання гарбузової столиці України. Завдяки продукту, який часто йде на корм худобі, місцеві мешканці вирішили відродити село, зробити його особливим, започаткувати унікальний фестиваль та крафтове виробництво. У 2021 році в селі влаштували власне свято — жовтневий міні-фестиваль «Герцевський Гарбуз#FEST». Тематика заходу присвячена гарбузу. Серед приготовлених з неї страв стали «коронними» гарбузові цукати[8].